# Clovis Cornillac
Clovis François Cornillac (ur. 16 sierpnia 1968 w Lyonie) − francuski aktor teatralny i filmowy, laureat Cezara dla najlepszego aktora w roli drugoplanowej za kreację słynnego futbolisty Kevina w komedii Zdrady, kłamstwa i coś więcej (2004). Był już dwukrotnie nominowany do tej prestiżowej nagrody za filmy Karnaval (1999) i Z tygodnia na tydzień (2003). 

## Życiorys
Syn Rogera Cornillaca i Myriam Boyer, mając czternaście lat dołączył do trupy teatru ulicznego. W wieku piętnastu lat trafił na mały ekran w miniserialu Le Village sur la colline (1982), a dwa lata po raz pierwszy pojawił się na scenie w sztuce Une lune pour les déshérités (1984) podczas Théâtre National de Chaillot Festival d'Avignon. Dorabiał jako kelner w kafejce, a następnie zatrudnił się w teatrze. Rok później został dostrzeżony w ulicznym przedstawieniu i zaproponowano mu kinową rolę Rolanda w dramacie sensacyjnym Wyjęci spod prawa (Hors-la-loi, 1985) u boku Władysława Stańczaka.
Występował w przedstawieniach: Petera Brooka Le Mahabharata (1984-86) w Théâtre des Bouffes du Nord, Made in Britain (1988-89), La dame de chez Maxim's (1990-91) w Théâtre du Huitième w Lyon, Britannicus (1990-91), Désir sous les ormes (1993) w Théâtre des Amandiers, Pièces de guerre (1994-95), Philoctete (1995), La mouette (1996), Edward II (1997) na Festival d'Avignon, Les Petites Heures (1997), Surfeurs (1998), Le chant du dire-dire (1999) w Théâtre National de la Colline, Café (2000) w Théâtre National de la Colline i Perversité sexuelle à Chicago [2000).
Za rolę Christiana w dramacie Karnawał (Karnaval, 1999) oraz postać Didiera w komediodramacie Z tygodnia na tydzień (À la petite semaine, 2003) był nominowany do nagrody Cezara. W filmie sensacyjno-przygodowym Sky Fighters (Les Chevaliers du ciel, 2005) nazywanym francuskim odpowiednikiem produkcji Top Gun zagrał nieustraszonego pilota, który bierze udział w najbardziej niebezpiecznych misjach.
Nagrodę Cezara zdobył za kreację Kevina w komedii Zdrady, kłamstwa i coś więcej (Mensonges et trahisions et plus si affinites, 2004). 
W 2005 został laureatem nagrody im. Jeana Gabina. W dreszczowcu W skórze węża (Le Serpent, 2006) wcielił się w rolę mordercy. W filmie Asterix na olimpiadzie (Asterix aux jeux olympiques, 2008) wystąpił jako Asteriks.
W latach 1994-2010 był żonaty z Caroline Proust. Mają bliźniaczki – Alice i Lily. 30 sierpnia 2013 poślubił Lilou Fogli, z którą ma syna Nino (ur. 2013).

## Filmografia
- 2002: Nieśmiertelni (Malefique) jako Marcus
- 2002: Rzeźnie (Carnages) jako Alexis
- 2004: Bardzo długie zaręczyny (Long dimanche de fiançailles) jako Benoit Notre Dame
- 2004: Zdrady, kłamstwa i coś więcej (Mensonges et trahisions et plus si affinites) jako Kevin
- 2005: Sky Fighters (Les Chevaliers du ciel) jako kapitan Sebastien Vallois
- 2005: Brice de Nice – nicejski ślizg (Brice de Nice) jako Marius
- 2006: Happy Feet: Tupot małych stóp (Happy Feet) jako Mumble (głos)
- 2006: Brygady Tygrysa (Les Brigades du Tigre) jako komisarz Valentin
- 2006: W skórze węża (Le Serpent) jako Plender
- 2007: Skorpion (Scorpion) jako Angelo
- 2007: Lucky Luke na Dzikim Zachodzie (Tous a l'Ouest: Une aventure de Lucky Luke) jako Joe Dalton (głos)
- 2008: Paryż 36 jako Milou
- 2008: Asterix na olimpiadzie (Asterix aux jeux olympiques) jako Asterix
- 2008: Cash – pojedynek oszustów jako Solal